# 33 сцени з життя
«33 сцени з життя» (пол. 33 sceny z życia) — польський драматичний фільм 2008 року режисерки Малгожати Шумовської з Юлією Єнтщ, Мацеєм Штуром, Пітером Ґантзлером, Ізабелою Куною, Малгожатою Гаєвською та Анджеям Гудзяком у головних ролях.

## Сюжет
Польська художниця Юлія та її чоловік Пйотр, талановитий і успішний композитор, живуть у Кракові. Коли мати Юлії, Барбара, хворіє на рак шлунка, життя сім'ї розпадається на частини. Юлія супроводжує матір в останню путь, але її чоловік Пйотр перебуває на репетиціях у Кельні й залишає її саму справлятися з цією складною ситуацією. На її боці лише друг Адріан. Її батько Юрек також пригнічений неминучою втратою коханої дружини. Після смерті матері батько втішається алкоголем. Невдовзі після того, як батько помирає. Юлія знаходить лише в обіймах Адріана заспокоєння, але це, своєю чергою, зруйнувало її шлюб з Пйотром. Після втрати батьків і розпаду шлюбу вона залишилася сама у світі з невизначеним майбутнім, де Адріан мало чим може допомогти.

## Акторський склад
- Юлія Єнтщ — Юлія
- Мацей Штур — Пйотр
- Пітер Ґантзлер — Адріан
- Ізабела Куна — Кашка
- Малгожата Гаєвська — Барбара
- Анджей Гудзяк — Юрек